# Cheilothela chloropus
Cheilothela chloropus är en bladmossart som beskrevs av Brotherus 1901. Cheilothela chloropus ingår i släktet Cheilothela och familjen Ditrichaceae. Inga underarter finns listade i Catalogue of Life.